# Polowanie (film 1971)
Polowanie (org. The Hunting Party) – amerykański western dramatyczny z 1971 roku w reż. Dona Medforda.

## Fabuła
Stany Zjednoczone II poł. XIX w. Żona bogatego handlarza bydłem Brandta Rugera – Melissa zostaje porwana przez bandę Franka Caldera. Frank nie pozwala swoim ludziom zrobić pięknej kobiecie żadnej krzywdy. Wiedząc, że jest miejscową nauczycielką, porywa ją tylko po to aby nauczyła go czytać. Początkowo kobieta jest mu niechętna, próbuje uciekać, a Frank podczas jednej z pierwszych nocy na postoju, zauroczony urodą Melissy gwałci ją. Jednak z czasem pomiędzy tym dwojgiem, pochodzących z odmiennych światów ludzi pojawia się uczucie miłości i wzajemnego szacunku.
Tymczasem przebywający na polowaniu mąż Melissy – Brandt, na wieść o jej uprowadzeniu podejmuje wraz ze swoimi towarzyszami pościg za bandą Franka. Uzbrojeni w nowoczesne karabiny z celownikami optycznymi, mogące razić przeciwnika z odległości 800 jardów, strzelają do ludzi Franka sami pozostając poza zasięgiem ich ognia. Z czasem z kilkudziesięcioosobowej bandy pozostaje coraz mniej ludzi. Sam Brandt od jednego z umierających członków bandy Franka dowiaduje się, że Melissa nie jest już więźniem Franka ale jego kochanką. Pałający żądzą zemsty Brandt, opuszczony przez swoich towarzyszy, którzy nie chcą dla niego narażać życia, w końcu samotnie ściga Franka i swoją żonę. W finałowej scenie, gdy kochankowie zmierzają przez prerię do Kalifornii, Brandt dopada ich wycieńczonych i zabija, sam padając obok nich w oczekiwaniu na pewną śmierć od palącego słońca.

## Role
- Oliver Reed – Frank
- Gene Hackman – Brandt
- Candice Bergen – Melissa
- Simon Oakland – Matthew
- Ronald Howard – Watt
- L.Q. Jones – Hog
- Mitchell Ryan – Doc

i inni.